# Kit (motortaal)
In de motortaal is Kit de verzamelnaam voor allerlei sets die een motorfiets sneller of mooier moeten maken. 
Voor het opvoeren zijn er bijvoorbeeld opvoerkits of bij Harley-Davidson de Big bore kit, de Stroker kit, de Sidewinder kit en de Screamin’ Eagle kit. Sommige productieracers en -crossers worden door de fabriek verwend met een A-kit, waarmee de fabrieksmachines kunnen worden benaderd, anderen moeten het doen met een B-kit, waarmee de motor toch nog wat sneller wordt.